# Heligmonevra lata
Heligmonevra lata là một loài ruồi trong họ Asilidae. Heligmonevra lata được Martin miêu tả năm 1964. Loài này phân bố ở vùng nhiệt đới châu Phi.